# Canon EOS DCS 5
A Canon EOS DCS 5 foi a primeira câmera digital SLR da Kodak com base na tecnologia da Canon (uma Kodak EOS DCS-5 com marca renomeada). Foi lançada em março de 1995. Combinou um corpo EOS-1N. O sensor tinha um tamanho de 13,8 mm x 9,2 mm, o que dá um factor de 2,6

Havia três versões diferentes desta câmera: 5c com sensor de cor, 5m com sensor monocromático e 5IR com sensor infravermelho. Ela possuí incorporada um microfone, para gravar algumas informações verbais para as imagens. Consegue disparar  10 imagens em 4 segundos. O preço no lançamento era de US $ 11.995.